# Luis Masriera

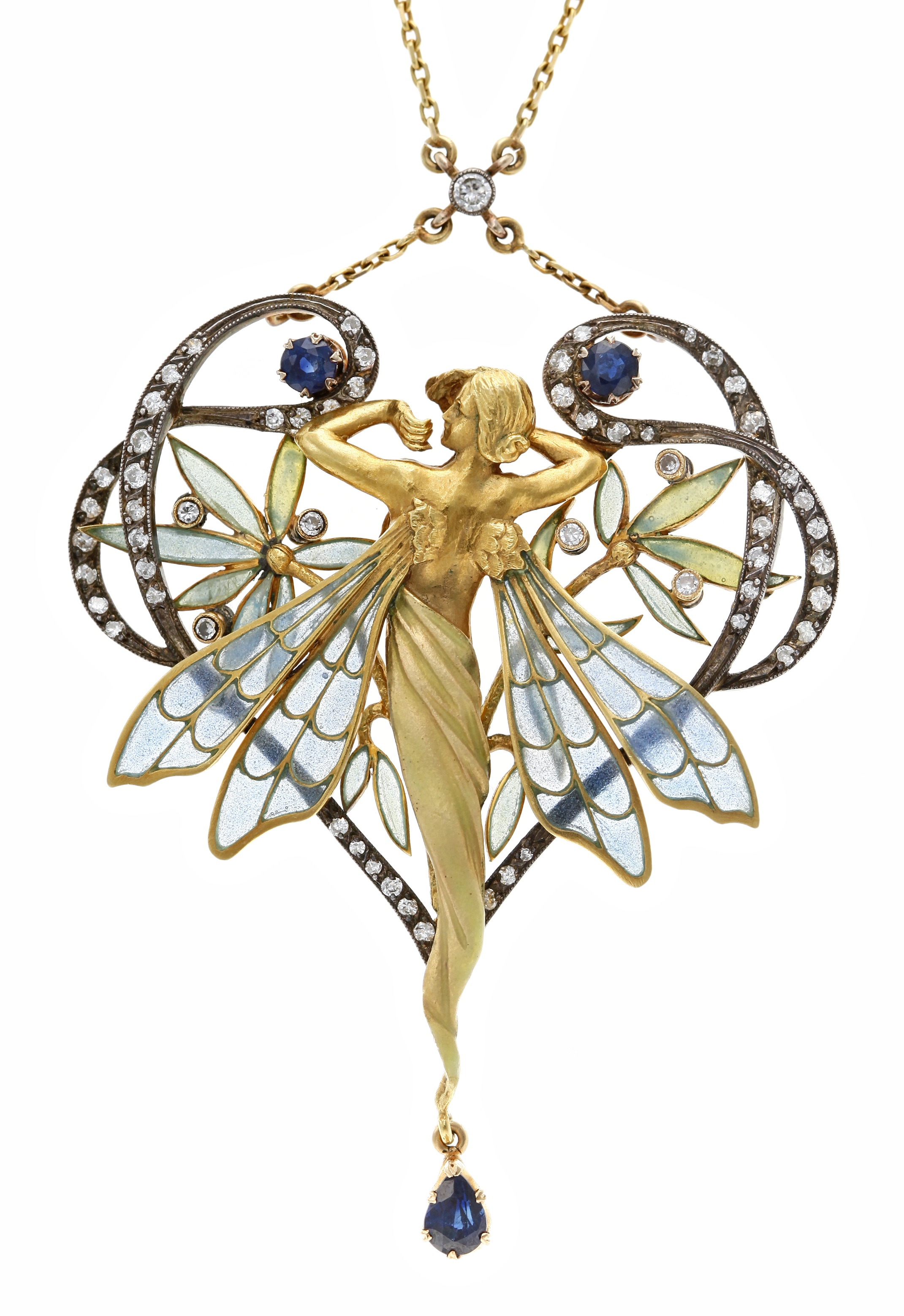
Colgante de oro y plata, con esmalte y diversas piedras preciosas, donde se encuentra la firma Masriera i Carreras, sociedad fundada en 1912

Lluís Masriera i Rosés (Barcelona 1872-1958), fue orfebre, pintor, escenógrafo, y director teatral.

## Biografía
Era hijo de Josep Masriera i Manovens y sobrino de Francesc y Frederic Masriera, y siguió la tradición familiar como pintor y platero. Estudió en París, Londres y Ginebra (1889), donde aprendió la técnica de Limoges de la mano de Frank Édouard Lossier. Reintrodujo el esmalte traslúcido y opaco en Cataluña, haciendo una exposición en Barcelona en 1901 donde ya presentó su estilo personal basado en las influencias del Art Nouveau de René Lalique. Realizó exposiciones en Barcelona, Zaragoza, Madrid, París (Salon des Artistes Français), Buenos Aires y San Francisco, tanto como orfebre como con pintura. En 1925 presentó en París once piezas de joyería de estilo Art decó en la Exposición de Artes Decorativas e Industriales Modernas, de donde salió el nombre Art decó. 
Paralelamente, Lluís Masriera se interesó por el patrimonio, como académico de la Real Academia de Ciencias y Artes de Barcelona, y más aún como presidente de la Real Academia Catalana de Bellas Artes de San Jorge (entre 1944 y 1952) y como miembro de la Junta de Museos (1918-1934), se convirtió en uno de los principales gestores culturales de un largo y difícil periodo. 
Coleccionista y poseedor de una interesante colección de art oriental, así como de pintura, escultura y objetos reunidos por su familia, en 1913 convirtió en museo público el estudio familiar.

## Obra
Su pintura, partiendo del realismo, giró hacia el modernismo, incluyendo toda la iconografía propia del periodo: hadas, ángeles, brujas y mariposas, con contenidos decadentes hechos con tonos apacibles y temas bulliciosos con un colorismo vivo y decorativo. Destaca entre sus obras pictóricas al óleo La sombrilla japonesa (1920), de la que hizo varias réplicas.
Como hombre de teatro fundó la «Compañía Belluguet» (1921), que actuaba en el taller-estudio Masriera que habían construido su padre y su tío Francesc en Barcelona, con obras propias, como El retaule de la flor (1921), Els tapissos  de Maria Cristina (1923), Un idil·li prop del cel (1924, musicada por Toldrà) y Els vitralls de Santa Rita (1926), y otros, de Apel·les Mestres, Molière, Cervantes, Goethe, etc .
Publicó las revistas La Veu Punxeguda (1922-1928) y Esplai (1927-1928) y anuarios de sus actividades (desde 1929 hasta 1932). En 1932 el estudio Masriera fue transformado en el Teatro Studium, donde actuó hasta 1936. Hizo también representaciones en Palma de Mallorca y Alcudia (1932). A partir de 1940 retomó las actividades, ahora en castellano, con el nombre de «El Teatro de los Artistas».
Publicó, en París, Quelques décor et personnages (1929?) Y, en Barcelona, Mis memorias (1954), de carácter anecdótico.
Su obra Penjoll amb Sant Jordi se puede ver actualmente en la colección de Arte Moderno del Museo Nacional de Arte de Cataluña.